# Хіп-хоп (музика)
Хіп-хоп  (англ. hip-hop music) — музичний напрям, сформуваний у Сполучених Штатах в 1970-ті роки в середовищі вихідців з Африки та Латинської Америки. Складається зі стилізованої ритмічної музики, яка зазвичай супроводжується репом — ритмічною та римованою співаною мовою. Музика є частиною субкультури, помітними чотирма елементами якої є реп, техніка скретчінгу, брейкданс і графіті.

## 1973—1979: Ранні роки

### Витоки
Хіп-хоп як музика та культура сформувалися в 1970-х роках у Нью-Йорку внаслідок багатокультурного обміну між афро-американською молоддю із США та молодими іммігрантами та дітьми іммігрантів з країн Карибського басейну.
Музика хіп-хопу на ранніх етапах розвитку описувалась як голос молоді маргіналізованих верств населення та районів з низьким рівнем доходу, а культура хіп-хопу відображала соціальні, економічні та політичні реалії їхнього життя. Багато митців, що заклали основу хіп-хопу, такі як Кул Герк, DJ Disco Wiz, Грендмастер Флеш та Afrika Bambaataa, мали латиноамериканське або карибське походження. Музика хіп-хопу формувалась у мультикультурному середовищі Нью-Йорка. 

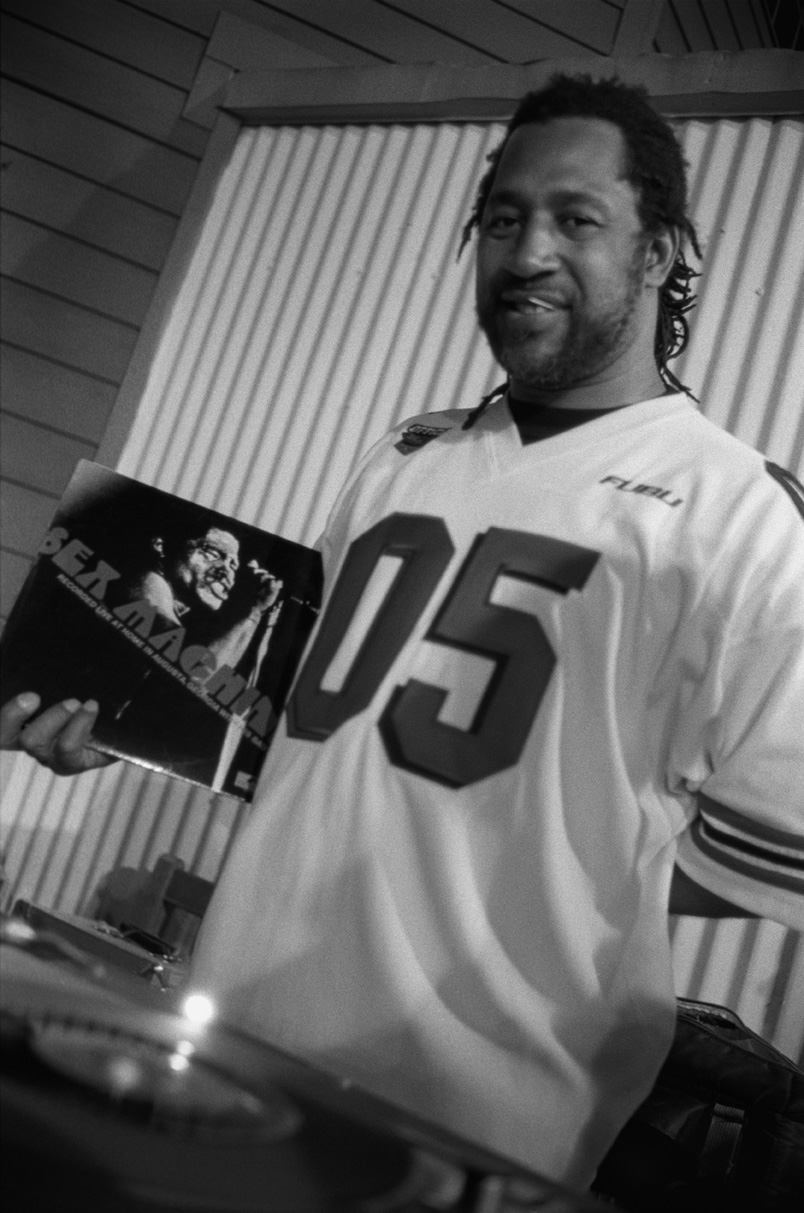
Кул Герк, ямайський ді-джей, визнаний одним із перших ді-джеїв та виконавців хіп-хопу. Деякі приписують йому офіційну музику хіп-хопу через його «Back to School Jam» 1973 року.

У 1970-х роках у Нью-Йоркському районі Бронксі серед афроамериканської, карибської та латиноамериканської молоді популярності набувають зібрання, що дістали назву «блок-парті». На цих зібраннях виступали ді-джеї, які грали популярну музику, зокрема фанк та соул. Натхнені емоційним прийомом публіки, ді-джеї почали виокремлювати у популярних піснях ударні перегри, як це було властиво ямайській даб-музиці, зокрема цей прийом використовував один з піонерів хіп-хопу Кул Герк. Оскільки ударні перегри у записах фанку, соулу та диско, як правило, були короткими, Герк та інші ді-джеї почали використовувати два електрофони для подовження цих перегр. Герк створив зразки музики хіп-хопу, спираючись на ямайську традицію імпровізованої речитації (toasting). Експерименти Герка із з'єднання музичних композицій в ланцюг за допомогою двох електрофонів пізніше отримали назву «скретч» (дослівно — дряпання).
Другим ключовим музичним елементом в музиці хіп-хопу є мистецтво Майстра церемоній (master of ceremonies, МС) — ритмічна й римована промова, яка спочатку виконується без супроводу, а пізніше виконується під ритмічний супровід. Витоки цього різновиду мистецтва є в афроамериканських виставах «capping», в яких чоловіки намагалися перевершити один одного оригінальністю своєї мови. MC представляв ді-джея, намагався «розігріти» аудиторію. Ця вступна роль переросла у довші промови, ритмічну гру слів та римування, що стали репом.

### Технологія
Рання еволюція хіп-хопу відбулася приблизно в той час, коли технологія семпліювання та драм-машини стали широко доступними для широкої громадськості за доступну для пересічного споживача ціну. Драм-машини та семплери поєднувались у пристроях, які стали називати MPC (Music Production Center), серед перших прикладів яких був Linn 9000. Першим поширеним семплером був Мелотрон, який широко використовувався для створення нової музики в поєднанні з драм-машиною TR-808.
Прийоми гри з електрофонами — наприклад, ритмічний «скретчінг» (штовхання запису вперед-назад, коли голка знаходиться в канавці, щоб створити нові звуки та звукові ефекти; винахідником цього прийому вважається ді-джей Grand_Wizzard_Theodore), синхронізація темпів і ритмів — врешті-решт розвивалися разом з технікою барабанних збивок, відкриваючи можливості для створення супроводу, на який можна була записувати реп.

## 1979—1986: Урізноманітнення стилів

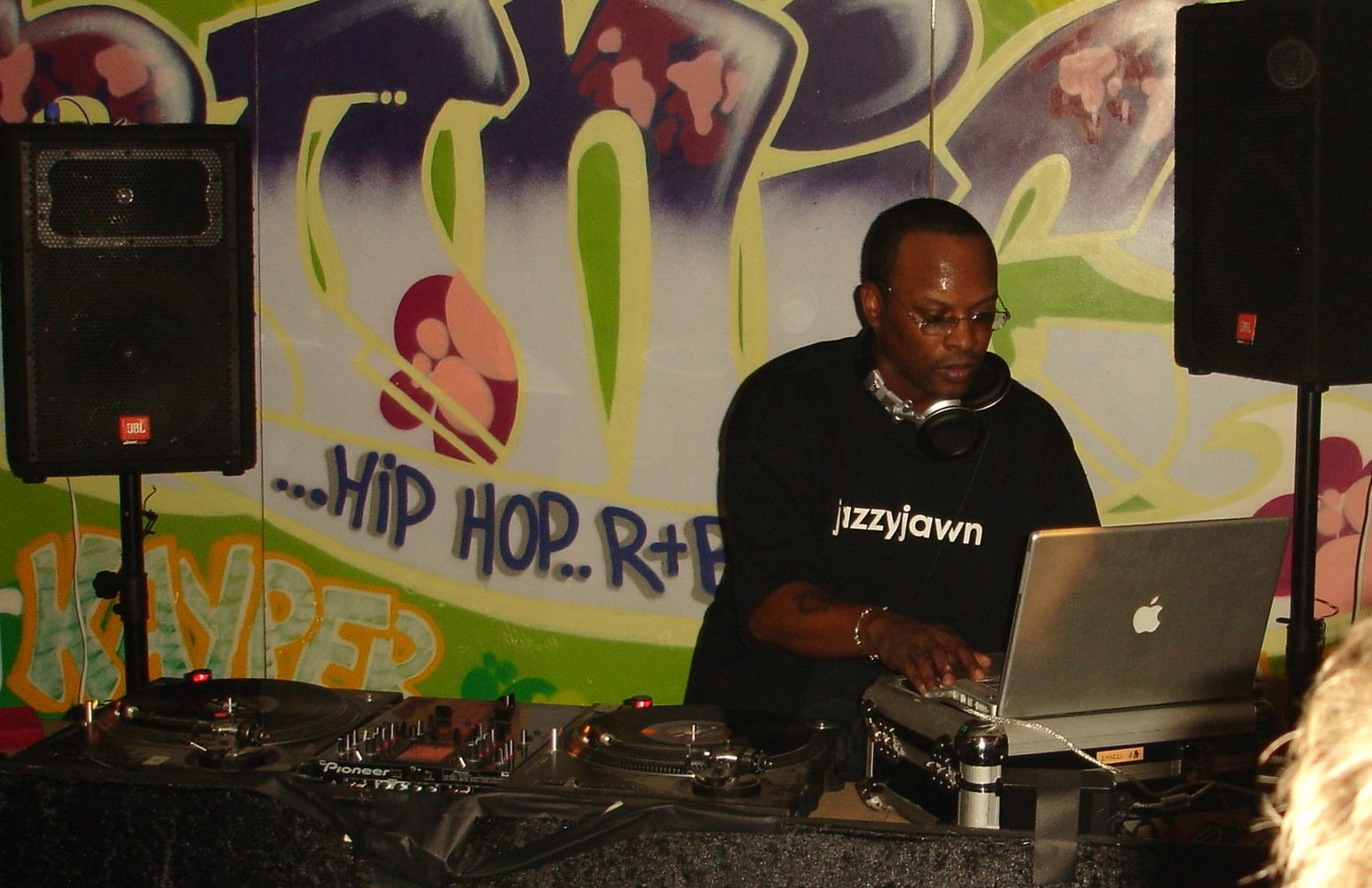
Ді-джей Джазі Джефф, який також є продюсером звукозапису, маніпулюючи грамофонним вертушками в Англії в 2005 році.

1980-ті хіп-хоп розгалужується на окремі течії. Сингл «The Adventures of Grandmaster Flash on the Wheels of Steel» (1981) Грендмастера Флеша, пісня Planet Rock репера Afrika Bambaata (1982) та «Nunk» гурту Warp 9 (1982) складаються лише із семплованих треків, поєднуючи хіп-хоп-музику з електро . Композиція «Beat Bop» (1983) від Rammellzee & K-Rob поєднує риси повільного джему і даб-музики. Пісня Light Years Away гурту Warp 9 (1983) описана The Guardian як «наріжний камінь афрофутуризму на початку 80-х». В середині 1980-х хіп-хоп зазнає впливи рок-музики, зразком чого є альбоми King of Rock гурту Run-D.M.C. та Licensed to Ill гурту Beastie Boys. До цієї зміни хіп-хоп характеризується як старий (old school).
У 1980 році корпорація Roland випустила драм-машину TR-808 Rhythm Composer, одну з найраніших програмованих драм-машин, за допомогою якої користувачі могли створювати власні ритми, а не використовувати попередньо встановлені шаблони. Протягом десятиліття TR-808 здобув популярність серед андеграундних музикантів завдяки доступності, простоті використання та своєрідним звукам, особливо глибокому бас-барабану . Зрештою TR-808 був використаний у записах більшої кількості хітів, ніж будь-яка інша драм-машина; її вплив на хіп-хоп порівнюється з впливом електрогітари Fender Stratocaster на рок-музику.
Тексти пісень та інструментальний супровід хіп-хопу також розвивався. Такі виконавці, як Melle Mel, Rakim, Chuck D, KRS-One та Warp 9, привнесли вишуканіші аранжування, часто із «чудовими фактурами та декількома шарами» Впливовий сингл «The Message» (1982) Грендмастера Флеша розглядається як початок політичного репу .

## 1986—1997: золотий вік хіп-хопу
«Золотою ерою» хіп-хопу вважається період з 1980-х до середини 1990-х років, і характеризується її різноманітністю, інноваційністю та впливовістю. У текстах цього періоду переважав афроцентризм та політична войовничість. У музиці часто був сильний джазовий вплив та еклектичність звукового матеріалу. Серед хіп-хоп виконавців цього періоду — Public Enemy, Boogie Down Productions, Eric B. & Rakim, De La Soul, A Tribe Called Quest, Gang Starr, Big Daddy Kane та Jungle Brothers.

### Гангста-реп та хіп-хоп Західного узбережжя
— Chuck Philips, Los Angeles Times, 1992
Гангста-реп — це різновид хіп-хопу, який відображає бурхливий спосіб життя американських чорношкірих юнаків у місті. Гангста — це неригічна вимова слова гангстер. Гангста-реп розвивається з середини 1980-х років у творчості реперів Schoolly D та Ice-T, а наприкінці 1980-х — гуртом NWA. Тематика пісень багатьох гангста-реперів була и не тільки соціально-політичною, але й кримінальною.
У 1990-х утворюється все більше регіональних та національних різновидів хіп-хопу. В США окремо розрізняють «Південний реп» (Geto Boys),, хіп-хоп з Атланти (Arrested Development) а ін.

## 1997—2006: «Блінг»
Наприкінці 1990-х після смерті Тупака Шакура та The Notorious BIG, на сцені хіп-хопу з'явився новий комерційний звук, який іноді називають «епохою блінгу» (від пісні репера B.G. «Bling Bling»), або "джиггі-ера " (назва походить від пісні «Gettin' Jiggy wit It» Вілла Сміта) або «блискуча ера» (назва походить від металевих костюмів, які носили деякі репери у музичних відео того часу, наприклад «No Money Mo Problems» гурту The Notorious BIG, Шон Комбз та Mase). До кінця 1990-х рр. Гангста-реп хоч і добре продавався, але не вважався поп-музикою. Однак з випуском альбомів гурту Шона Комбза No Way Out гангста-реп стає все більш комерційно успішним і загальновизнаним.
Серед найпопулярніших реперів 1990-х: Неллі, Пуф Паді, Джей-Зі, Fat Joe, Terror Squad, Mase, Ja Rule, Fabolous орієнтувались на поп-музику більшою мірою, натомість Big Pun, Fat Joe, DMX, Eminem, 50 Cent та його G-Unit, і The Game відзначались більш сміливим стилем. Вплив хіп-хопу також все частіше потрапляв у популярні напрями, зокрема R&B (Р. Келлі, Акон, TLC, Child's Child, Бейонсе, Ашанті, Алія, Ашер), неосоул (напр. Лорін Хілл, Еріка Баду, Джилл Скотт) та ню метал (напр Korn, Limp Bizkit).

### Альтернативний хіп-хоп
Так званий «Альтернативний хіп-хоп» з'явився у 1980-х роках, а після занепаду відродився у середині 2000-х з інтересом до незалежної від найбільших лейблів музики. Альтернативними вважають творчість гуртів OutKast, Kanye West та Gnarls Barkley. Найвизнанішим став альбом гурту OutKast Speakerboxxx / The Love Below (2003), що розійшовся накладом 11 мільйонів примірників та здобув премію «Греммі» в номінації альбом року.

### Глітч-хоп і хитка музика
Глітч-хоп — різновид, що формувався під впливом інтелектуальної танцювальної музики (IDM) і відрізняється більш експериментальним характером і важким басом, властивим дабстепу.
Глітч-хоп має порівняно меншу аудиторію. Однак такі виконавці, як « Летючий лотос», «Глітч-моб» та « Хадсон Мохоук», бачили успіх і на інших напрямках. Серед представників глітч-хопу — Prefuse 73, Dabrye and Flying Lotus.

## Національні течії хіп-хопу
До 1980-х років хіп-хоп музика в основному була обмежена в контексті Сполучених Штатів. Однак протягом 1980-х він розпочав своє поширення і став частиною музичної сцени в десятках країн.

### Латинська Америка
Хіп-хоп завжди підтримував дуже тісні стосунки з латиноамериканською громадою в Нью-Йорку, завдяки чому протягом 1980-х хіп-хоп отримав поширення у Пуерто-Рико (Rock Steady Crew), на Кубі (Сенен Рейес, Ульпіано Серджо), та в інших латиноамериканських країнах, де виконувався іспанською мовою. Як і в США, у країнах Латинської Америки хіп-хоп був інструментом, за допомогою якого маргіналізовані спільноти артикулювали своє прагнення до боротьби. Так, на Кубі в часи економічної кризи, що настала з падінням Радянського Союзу Чорношкіре населення країни знаходили можливість у хіп-хопових творах підняти расове питання.. Кубинський уряд спочатку виступив із засудженням вульгарних образів хіп-хопу, але згодом визнав, що, можливо, краще мати хіп-хоп під впливом Міністерства культури як справжнє вираження кубинської культури. Серед відомих кубинських реп-груп — Krudas Cubensi та Supercrónica Obsesión. Аналогічні — расові та економічні проблеми піднімаються у творчості артистів хіп-хопу у Бразилії, серед яких — Racionais MC's, Thaide, Marcelo D2, М. В. Білл.
У Венесуелі соціальні заворушення наприкінці 1980-х — на початку 1990-х років збіглися з популяризацією гангста-репу в США і призвели до появи цього напряму також у Венесуелі, що також піднімала расове питання.
На Гаїті хіп-хоп розвинувся на початку 1980-х. Репери цієї країни створили та реп на гаїтянській креольській мові надавши цьому напряму національної своєрідності.

### Європа
В Європі національні особливості хіп-хопу помітні у творчості реперів Німеччини (Die Fantastischen Vier), Туреччини (Cartel, Kool Savaş), Франції (IAM, Suprême NTM, MC_Solaar, Rohff, Rim'K та Booba), Румунії (B.U.G. Mafia) та інших країнах. У Великій Британії першим ді-джеєм, що виконував хіп-хоп вважається Грег Вілсон.. У Франції популяризатором хіп-хопу став чорношкірий музикант Сідні Дутей, автор і ведучий шоу HIPHOP (1984).

### Азія
В Азії хіп-хоп набув попурярності у Філіппінах (Френсіс Магалона), в Японії, (т. зв. J-rap), в інших країнах Східної Азії, де хіп-хоп музика злилася з місцевою популярною музикою, утворюючи різні стилі, такі як K-pop, C-pop та J-pop. В Японії хіп-хоп розпочався із виступів Хіросі Фудзівара на початку 1980-х. Японський хіп-хоп розвивався безпосередньо під впливом старого хіп-хопу, він став одним із найбільш комерційно життєздатних музичних напрямів у Японії, і межа між ним та поп-музикою в цій країні часто стирається.

### Український хіп-хоп
Український хіп-хоп, також відомий як Укра-хоп або Укр-хоп — частина української музичної сцени. В Україну потрапила в другій половині 90-тих. Хіп-хоп-культура в Україну прийшла із США. Першовідкривачі — В. У. З. В. Саме вони популяризували напрямок хіп-хоп і принесли музику в маси. 

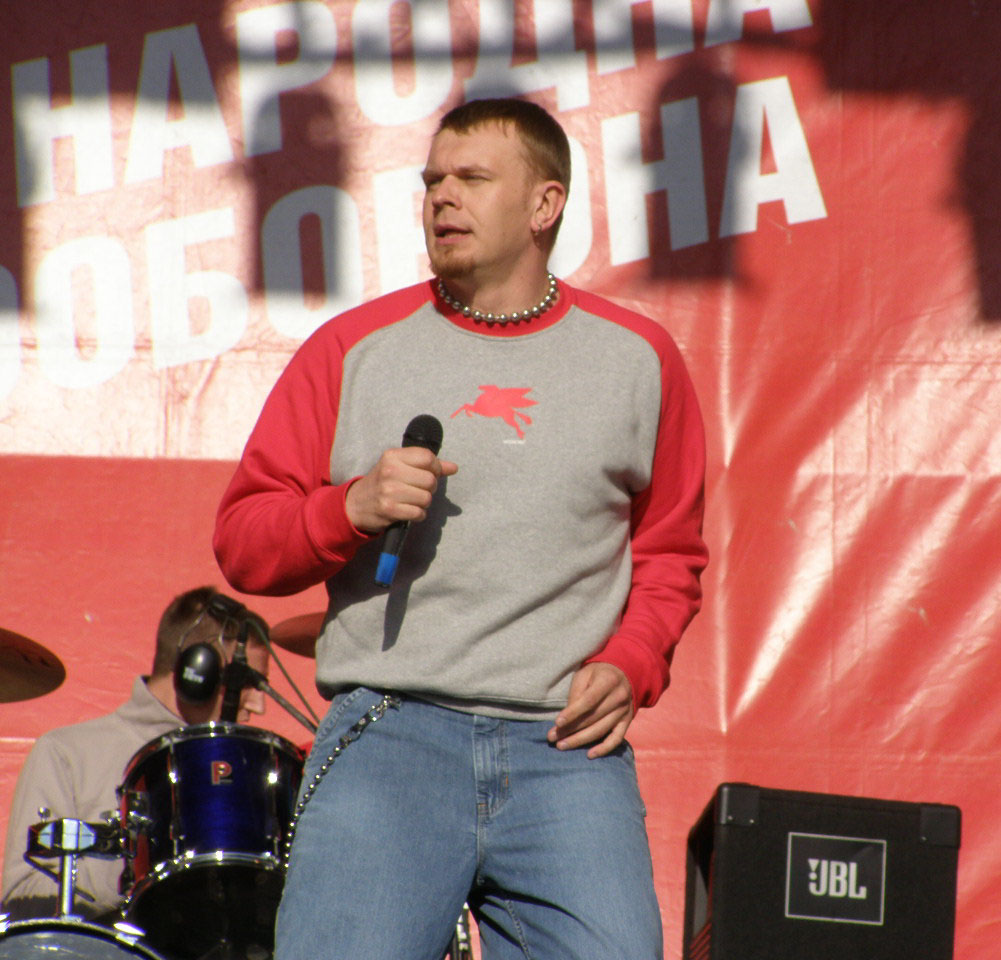
Лідер гурту Тартак Сашко Положинський.

Наприкінці 90-х, на початку 2000-х на додаток до ТНМК, фестиваль Червона Рута відкрив такі імена як Тартак, Основний Показник та багато ін. Пізніше про себе на карті хіп-хопу України заявляють Харків (ХарківРапаСіті), Київ (КиївГеттоСіті), Львів, Луцьк, Донецьк та інші міста. Варто зазначити, що в той час в Україні дійсно розвивалась хіп-хоп-культура в цілому, а не окремі її елементи. На піку другої хвилі Україна виходить на міжнародну хіп-хоп-арену завдяки бі-боям (Soul B, Ruffneck Attack) райтерам і емсі (Інваліди Кунг-Фу, Шнель Шпрехен, У.еР.Асквад, CLC та ін.), відбувається обмін досвідом, багато фестивалів.